# البحدلية
البحدلية قرية في ناحية ببيلا في منطقة مركز ريف دمشق في محافظة ريف دمشق. بلغ عدد سكانها 12,330 نسمة عام 2004.